# Chronobiologie des reins
 (décembre 2023).
La mise en forme du texte ne suit pas les recommandations de Wikipédia : il faut le « wikifier ».
Les points d'amélioration suivants sont les cas les plus fréquents. Le détail des points à revoir est peut-être précisé sur la page de discussion.
- Les titres sont pré-formatés par le logiciel. Ils ne sont ni en capitales, ni en gras.
- Le texte ne doit pas être écrit en capitales (les noms de famille non plus), ni en gras, ni en italique, ni en « petit »…
- Le gras n'est utilisé que pour surligner le titre de l'article dans l'introduction, une seule fois.
- L'italique est rarement utilisé : mots en langue étrangère, titres d'œuvres, noms de bateaux, etc.
- Les citations ne sont pas en italique mais en corps de texte normal. Elles sont entourées par des guillemets français : « et ».
- Les listes à puces sont à éviter, des paragraphes rédigés étant largement préférés. Les tableaux sont à réserver à la présentation de données structurées (résultats, etc.).
- Les appels de note de bas de page (petits chiffres en exposant, introduits par l'outil «  Source ») sont à placer entre la fin de phrase et le point final[comme ça].
- Les liens internes (vers d'autres articles de Wikipédia) sont à choisir avec parcimonie. Créez des liens vers des articles approfondissant le sujet. Les termes génériques sans rapport avec le sujet sont à éviter, ainsi que les répétitions de liens vers un même terme.
- Les liens externes sont à placer uniquement dans une section « Liens externes », à la fin de l'article. Ces liens sont à choisir avec parcimonie suivant les règles définies. Si un lien sert de source à l'article, son insertion dans le texte est à faire par les notes de bas de page.
- La présentation des références doit suivre les conventions bibliographiques. Il est recommandé d'utiliser les modèles {{Ouvrage}}, {{Chapitre}}, {{Article}}, {{Lien web}} et/ou {{Bibliographie}}. Le mode d'édition visuel peut mettre en forme automatiquement les références.
- Insérer une infobox (cadre d'informations à droite) n'est pas obligatoire pour parachever la mise en page.

Pour une aide détaillée, merci de consulter Aide:Wikification.
Si vous pensez que ces points ont été résolus, vous pouvez retirer ce bandeau et améliorer la mise en forme d'un autre article.
 (décembre 2023).
Le rein est un organe soumit à l’horloge circadienne des mammifères qui dicte plusieurs réponses physiologiques, endocriniennes et métaboliques selon un rythme de 24 heures, et ce par l’horloge circadienne centrale du noyau suprachiasmatique (NSC).
La fonction principale des reins est le maintien de l’équilibre hydrique et électrolytique dans le corps ainsi que la filtration sanguine. Cela est maintenu à travers plusieurs mécanisme d’auto-régulation basées sur des boucles de rétroactions négatives. Toutefois, les adaptations des reins face à des changements homéostatiques dépendent également de l’horloge circadienne, et ce à travers des ajustements des fonctions glomérulaires et tubulaires.

## Rythmes circadiens dans les fonctions rénales
Plusieurs fonctions rénales tels que le débit sanguin rénal, le taux de filtration glomérulaire et le transport tubulaire détiennent des rythmes circadiens, résultant en un rythme circadien général pour la diurèse et l’homéostasie rénale. Ces mécanismes rénaux présentent des régimes assez similaires, atteignant des valeurs maximales en période de comportement actif maximale, s’abaissant en période d’activité minimale. Les moments d’optimum représentent la phase active tandis que les moments de performance minimale représentent la phase inactive. Ces phases diffèrent bien évidemment entre les animaux diurnes (phase active durant le jour) et nocturnes (phase active durant la nuit). Des expériences  d’accumulation d’urine sur des saïmiris, des animaux diurnes comme les êtres humains, démontrent des valeurs maximales d’excrétion de Na+ et K+ vers la fin de la phase active, et ce malgré la privation d’eau et de nourriture. Additionnellement, des expériences effectuées sur des patients souffrants du syndrome néphrotique ont indiqué que les variations circadiennes du taux de filtration glomérulaire ne résultent pas directement de changements dans la tension artérielle ou le débit cardiaque. Ainsi, ces résultats ont illustré la présence potentielle d’une horloge rénale endogène au sein de certaines fonctions rénales, sinon toutes, indépendantes de la faim, de l'activité ou de la fonction cardiaque.

## Mécanismes moléculaires

### Oscillations transcriptionnelles dans les reins
L’horloge circadienne des mammifères est organisée de manière hiérarchique. Celle-ci est composée d’oscillateurs individuels se trouvant et agissant au niveau de tissus et organes spécifiques, tels que les reins, nommées oscillateurs périphériques. Toutefois, malgré une certaine activité indépendante, ceux-ci sont contrôlé par un stimulateur central se trouvant dans le NSC de l’hypothalamus, se nommant l’horloge maîtresse. L’horloge maîtresse est continuellement synchronisée au monde externe, principalement à travers les cycles de lumière et noirceur,  par des signaux photiques perçus par la rétine et transmis au NSC par l'intermédiaire du nerf optique. Les oscillations centraux issus de l’horloge maîtresse détiennent une base similaire aux horloges périphériques, dont celles du rein. Effectivement, le rein, comme l’horloge maîtresse, détient un système de boucles de rétroaction transcriptionnelles et translationnelles autorégulatrices composées des activateurs hétérodimériques transcriptionnels CLOCK- BMAL1 et des répresseurs de rétroaction de divers gènes des familles période et cryptochrome .Les oscillations circadiennes de l’horloge centrale entraînent les rythmes circadiens dans l’expression des gènes de sortie, qui, à leur tour, traduisent ces oscillations transcriptionnelles en rythmes fonctionnels spécifiques aux tissus rénaux . En addition, une expérience effectuée par analyse de transcriptomes de souris adultes, un animal modèle clé dans la recherche mammalienne, a présenté que 13% du génome rénale de celles-ci démontre des oscillations circadiennes à travers leur transcription, illustrant une activité d’horloge circadienne robuste sur le plan moléculaire de l’organe en question.

### Rythmes circadiens post-transcriptionnels
Les régulations translationnelles et post-traductionnelles sont d’autres mécanismes cellulaires qui couplent les fonctions rénales aux oscillations circadiennes des signaux environnementaux. L'horloge circadienne influence la transcription et la traduction rythmiques des ARN impliqués dans la biogenèse des ribosomes, coordonnant la synthèse des protéines avec la production d'énergie cellulaire. Le profilage des ribosomes dans les reins de souris révèle que 41 % des transcriptions circadiennes sont traduites de manière rythmique, ce qui a un impact sur les gènes clés liés à l'homéostasie rénale tels que Nphs2, Aqp2 et Aqp4 parmi plusieurs autres.  L'étude identifie environ 1 000 transcrits rénaux présentant des modèles de traduction circadienne. De plus, les modifications post-traductionnelles, telles que la phosphorylation, contribuent à des changements périodiques dans la stabilité et la fonction des protéines.

### Régulation intrinsèqueversusrégulation externe
Les oscillations circadiennes du rein peuvent être influencées par les horloges circadiennes rénales internes et par des signaux externes tels que les fluctuations hormonales. Par exemple, l’aldostérone, une hormone clé de l’homéostasie du sodium, présente des fluctuations circadiennes et ses niveaux sont affectés par les gènes de l’horloge circadienne CRY1 et CRY2. Des études sur les composants de l'horloge comme PER1, CLOCK et BMAL1 révèlent leur rôle dans la régulation de la synthèse de l'aldostérone et de l'expression des gènes rénaux liés à la réabsorption des solutés. Les souris sans horloge présentent des perturbations des rythmes d’excrétion urinaire, des taux d’aldostérone et de la pression artérielle, soulignant l’impact de l’horloge circadienne sur la fonction rénale. Les souris sans Bmal1 présentent des dysfonctionnements, notamment des perturbations des concentrations médullaires et de régulation de pression artérielle. Il semble aussi avoir une influence extrarénale sur les rythmes circadiens, suggérant que les variations de la pression artérielle sont principalement pilotées par les tissus extrarénaux plutôt que par les horloges rénales intrinsèques. Deux modèles de souris présentant une perturbation de l'horloge circadienne spécifique aux reins montrent que, même si les horloges circadiennes rénales intrinsèques jouent un rôle dans la fonction rénale, les signaux externes entraînent en grande partie les oscillations fonctionnelles rénales.

## Rythme circadien et anomalies rénales

### Calculs rénaux
Cette maladie des voies urinaires est le résultat de la formation de cristaux dans l’urine lorsque sa concentration de solutés est très élevée. Cette saturation de sels dans l’urine est liée au rythme circadien. En effet, la concentration est la plus élevée le jour et la plus basse la nuit. Ainsi, le risque de former des calculs rénaux est plus élevé le matin, c’est-à-dire lorsque la concentration est la plus élevée. De plus, la concentration des solutés de l’urine est influencée par la vitesse d’excrétion et le volume urinaire. Les personnes en bonne santé ont démontré une rythmicité circadienne dans l'excrétion des solutés et du volume urinaire comparativement aux personnes formant des calculs rénaux en raison de la perte de la rythmicité circadienne dans tous ces paramètres.

### Dialyse
Une perturbation du rythme circadien d’éveil-sommeil a été observée chez les patients atteints de dysfonctionnement rénale. Cette perturbation est caractérisée par un affaiblissement de la régulation de production de mélatonine par la glande pinéale chez les patients ayant un traitement par dialyse péritonéale automatisée ou bien par hémodialyse. Par conséquent, le cycle éveil-sommeil devient trouble et cela peut mener à une somnolence durant le jour ainsi qu’à une réduction du sommeil pendant la nuit.

### Hypertension artérielle
Les maladies rénales chroniques peuvent être reliées à des problèmes d’hypertension et de sommeil. En fait, plusieurs recherches cliniques ont démontré que la pression artérielle pouvait varier selon un cycle circadien (24h) et que ce rythme est perturbé chez les patients atteints de maladies rénales chroniques à des stages 3-5. De plus, il a été stipulé que la qualité de sommeil, c’est-à-dire avoir un sommeil profond avec moins d’interruptions chez les sujets adultes normaux est liée à une plus grande baisse de pression artérielle systolique et diastolique de moyennement 20% durant la nuit comparativement à la pression en état d’éveil,. Or, chez les patients atteints de glomérulopathie, une chute de pression artérielle nocturne n’est pas observée causant une plus grande filtration de sodium et de protéine durant cette phase. Également, une étude effectuée sur des patients ayant subi une néphrectomie révèlent un ratio de pression sanguine systolique nuit-au-jour plus élevée par rapport à avant l’intervention chirurgicale. Les rythmes de pression sanguine  diffèrent significativement à la suite de cette chirurgie pour les patients sans dialyse, soit vivant avec une réduction des fonctions rénales.